# Giuseppe Vairo (arcivescovo)
Giuseppe Vairo (Paola, 24 gennaio 1917 – San Giovanni Rotondo, 25 luglio 2001) è stato un arcivescovo cattolico italiano.

## Biografia
Nacque a Paola, in provincia e arcidiocesi di Cosenza, il 24 gennaio 1917; ultimogenito dei quattro figli di Francesco e Adele Gravina.

### Formazione e ministero sacerdotale
Dopo aver frequentato gli studi ginnasiali nel seminario arcivescovile di Cosenza, seguì i corsi liceali e filosofici al seminario regionale "Pio XI" di Reggio Calabria; frequentò gli studi teologici presso il pontificio seminario regionale "Pio X" di Catanzaro.
Il 16 giugno 1940 fu ordinato presbitero, a Laurignano, da Eugenio Raffaele Faggiano, vescovo di Cariati.
Dopo l'ordinazione fu, per tre anni, vicario cooperatore della parrocchia della Santissima Annunziata a Paola. Fu nominato successivamente segretario dell'arcivescovo di Cosenza Aniello Calcara, assistente ecclesiastico diocesano della Gioventù di Azione Cattolica, della FUCI, del Movimento laureati e delegato arcivescovile dell'Azione Cattolica. Presso il tribunale diocesano fu difensore del vincolo, promotore di giustizia e giudice sinodale.
Fino al 1952 ricoprì l'incarico di canonico del capitolo della cattedrale di Cosenza, mentre nel 1959 ricevette da papa Giovanni XXIII il titolo onorifico di prelato domestico di Sua Santità. L'arcivescovo Calcara lo nominò, inoltre, vicario generale dell'arcidiocesi bruzia.

### Ministero episcopale
L'8 luglio 1961 papa Giovanni XXIII lo nominò vescovo titolare di Utina e vescovo ausiliare di Cosenza; essendo la sede vacante dopo l'improvvisa scomparsa dell'arcivescovo Aniello Calcara ne divenne amministratore apostolico. Il 20 agosto successivo ricevette l'ordinazione episcopale, nella cattedrale di Santa Maria Assunta a Cosenza, da Giovanni Rizzo, arcivescovo di Rossano, co-consacranti Raffaele Barbieri, vescovo di Cassano all'Jonio, e Umberto Luciano Altomare, vescovo ausiliare di Mazara del Vallo.
Il 19 gennaio 1962 fu nominato vescovo di Gravina e Irsina dallo stesso pontefice; succedette ad Aldo Forzoni, precedentemente nominato vescovo di Diano-Teggiano. Il 3 marzo dello stesso anno fu ricevuto in udienza dal presidente della Repubblica Italiana Giovanni Gronchi per prestare il giuramento previsto dal concordato allora in vigore. L'8 aprile prese possesso della diocesi di Gravina, la settimana seguente di quella di Irsina.
Partecipò come padre conciliare a tutte le 4 sessioni del Concilio Vaticano II.
Il 22 dicembre 1970 papa Paolo VI lo nominò arcivescovo metropolita di Acerenza, sede di cui era già amministratore apostolico dal 28 giugno 1966, a seguito del trasferimento di Corrado Ursi all'arcidiocesi di Napoli.
Rimase vescovo di Gravina e Irsina fino al 23 dicembre 1971: in tale giorno fu nominato amministratore apostolico di Melfi e Rapolla e di Venosa; divenne vescovo di queste sedi il 5 marzo 1973 e mantenne l'incarico fino al 25 ottobre 1976, quando gli venne assegnata la diocesi di Tricarico.
Il 21 agosto 1976 con la bolla Quo aptius di papa Paolo VI la sede di Acerenza divenne una diocesi suffraganea di Potenza; il 28 novembre 1977, tuttavia, alla sede di Acerenza fu restituito il titolo di arcidiocesi.
Il 3 dicembre 1977 fu nominato arcivescovo metropolita di Potenza e vescovo di Marsico Nuovo nonché vescovo di Muro Lucano; succedette ad Aurelio Sorrentino, precedentemente nominato arcivescovo metropolita di Reggio Calabria e vescovo di Bova. Lasciò la guida della diocesi di Tricarico il giorno stesso e dell'arcidiocesi di Acerenza il 12 febbraio 1979. Nel gennaio 1978 prese possesso dell'arcidiocesi di Potenza.
Dal 1978 al 1993 fu presidente della Conferenza episcopale della Basilicata.
Il 30 settembre 1986 con il decreto Instantibus votis della Congregazione per i vescovi le sedi di Potenza, di Marsico Nuovo e di Muro Lucano furono unite in plena unione e ne divenne pertanto il primo arcivescovo metropolita.
Dal 25 giugno 1987 fu amministratore apostolico di Matera-Irsina, nel periodo tra il trasferimento di mons. Michele Giordano a Napoli e l'ingresso in diocesi del nuovo arcivescovo Ennio Appignanesi, avvenuto l'anno seguente.
Dopo aver compiuto la visita pastorale, indisse e celebrò un sinodo diocesano dal 1990 al 1992. Accolse papa Giovanni Paolo II in visita alle diocesi lucane il 27 e 28 aprile 1991. Nel gennaio 1992 compì la visita ad limina assieme agli altri vescovi della Basilicata.
Il 19 gennaio 1993 papa Giovanni Paolo II accolse la sua rinuncia, presentata per raggiunti limiti di età, al governo pastorale dell'arcidiocesi di Potenza-Muro Lucano-Marsico Nuovo; gli succedette Ennio Appignanesi, fino ad allora arcivescovo di Matera-Irsina. Rimase amministratore apostolico dell'arcidiocesi fino all'ingresso del successore, avvenuto il 13 marzo seguente.
Da arcivescovo emerito si ritirò nel seminario maggiore interdiocesano di Basilicata, dove fu docente di varie materie. Nel 1998 si trasferì alla casa per anziani "Oasi San Gerardo Maiella" a Capodigiano di Muro Lucano.
Morì il 25 luglio 2001, all'età di 84 anni, nella Casa Sollievo della Sofferenza a San Giovanni Rotondo. Dopo le esequie fu sepolto nella cattedrale di San Gerardo a Potenza.

## Genealogia episcopale
La genealogia episcopale è:
- Cardinale Scipione Rebiba
- Cardinale Giulio Antonio Santori
- Cardinale Girolamo Bernerio, O.P.
- Arcivescovo Galeazzo Sanvitale
- Cardinale Ludovico Ludovisi
- Cardinale Luigi Caetani
- Cardinale Ulderico Carpegna
- Cardinale Paluzzo Paluzzi Altieri degli Albertoni
- Papa Benedetto XIII
- Papa Benedetto XIV
- Papa Clemente XIII
- Cardinale Marcantonio Colonna
- Cardinale Giacinto Sigismondo Gerdil, B.
- Cardinale Giulio Maria della Somaglia
- Cardinale Luigi Lambruschini, B.
- Cardinale Girolamo d'Andrea
- Vescovo Giovanni Battista Guttadauro di Reburdone
- Cardinale Giuseppe Francica-Nava de Bondifè
- Arcivescovo Giovanni Jacono
- Arcivescovo Giovanni Rizzo
- Arcivescovo Giuseppe Vairo